# Yobria
Yobria (en georgiano: ჯობრია) o Adzhblira (en abjasio: Аџьблыра, romanizado: Adzhblyra) es una aldea que pertenece a la parcialmente reconocida República de Abjasia, dentro del distrito de Ochamchire, aunque de iure es parte del municipio de Ochamchire de la República Autónoma de Abjasia de Georgia.

## Geografía
Yobria se encuentra a orillas del río Kodori, a 4 km del mar Negro y a 35 km de Ochamchire. Las aldea se administra desde el pueblo de Adziubzha.   